# 桜木太夫
桜木太夫（さくらぎたゆう、生没年未詳）は幕末の島原太夫（「遊女桜木」、「さくら木」とも）、歌人。

## 人物
輪違屋にいた太夫であり、「維新の名花」「幕末の名妓」と呼ばれ、輪違屋においては現代に至っても、その源氏名は「永久欠番」扱いとなっていたが2015年4月、若雲太夫の姪（1996年生、京都市西京区出身、若雲の姉の娘）がこの名跡を襲名した。
京都の歌人、能勢春臣に和歌を師事。大田垣蓮月の歌友の一人であり、蓮月に「太夫ならねど才子なり」と評価されていた。
当初は桂小五郎の深い馴染みであったが、のちに伊藤博文の愛妾となる。伊藤がハルビンの駅にて暗殺された後は、尼となり、京都市北区西賀茂にて隠棲したという。

## 論文
- 矢萩美也子「島原輪違屋の遊女桜木について」『江戸期おんな考』第3号 桂文庫、1992年